# Омар Асад
Омар Асад (ісп. Omar Asad, нар. 9 квітня 1971, Буенос-Айрес) — аргентинський футболіст, що грав на позиції нападника. По завершенні ігрової кар'єри — тренер.
Виступав, зокрема, за клуб «Велес Сарсфілд», а також національну збірну Аргентини.
Триразовий чемпіон Аргентини. Володар Кубка Лібертадорес. Володар Міжконтинентального кубка. Переможець Рекопи Південної Америки.

## Клубна кар'єра
Народився 9 квітня 1971 року в місті Буенос-Айрес. Вихованець футбольної школи клубу «Велес Сарсфілд». Дорослу футбольну кар'єру розпочав 1992 року в основній команді того ж клубу, кольори якої і захищав протягом усієї своєї кар'єри гравця, що тривала дев'ять років. 

## Виступи за збірну
У 1995 році дебютував в офіційних матчах у складі національної збірної Аргентини.
Загалом протягом кар'єри в національній команді, яка тривала 1 рік, провів у її формі 2 матчі.

## Кар'єра тренера
Розпочав тренерську кар'єру невдовзі по завершенні кар'єри гравця, 2003 року тренером молодіжної команди клубу «Велес Сарсфілд».
У 2011 році став головним тренером команди «Емелек», тренував  гуаякільську команду один рік.
Згодом протягом 2011 року очолював тренерський штаб клубу «Сан-Лоренсо».
Протягом тренерської кар'єри також очолював команди «Годой-Крус», «Атлас», «Спортіво Естудіантес» та «Депортіво Сан-Хосе».
Наразі останнім місцем тренерської роботи був клуб «Олвейс Реді», головним тренером команди якого Омар Асад був протягом 2021 року.
| Дата      | Місто        | Господарі | Результат | Гості     | Турнір           | Голи | Примітки |
| --------- | ------------ | --------- | --------- | --------- | ---------------- | ---- | -------- |
| 13-5-1995 | Йоганнесбург | ПАР       | 1 – 1     | Аргентина | товариський матч | -    | 88'      |
| 31-5-1995 | Кордова      | Аргентина | 1 – 0     | Перу      | товариський матч | -    | 72'      |
| Усього    |              | Матчів    | 2         |           | Голів            | 0    |          |

## Титули і досягнення

### Командні
- Чемпіон Аргентини (3):

«Велес Сарсфілд»: Clausura 1993, Apertura 1995, Clausura 1996
- Володар Кубка Лібертадорес (1):

«Велес Сарсфілд»: 1994
- Володар Міжконтинентального кубка (1):

«Велес Сарсфілд»: 1994
- Переможець Рекопи Південної Америки (1):

«Велес Сарсфілд»: 1997

### Особисті
- Гравець матчу: Міжконтинентальний кубок з футболу 1994[1]